# Акбулак (Уаліхановський район)
Акбула́к (каз. Ақбұлақ) — село у складі Уаліхановського району Північноказахстанської області Казахстану. Адміністративний центр Акбулацького сільського округу.
Населення — 429 осіб (2021; 639 у 2009, 821 у 1999, 1125 у 1989).
Національний склад станом на 1989 рік:
- казахи — 42 %
- росіяни — 30 %.

До 2010 року село називалось Чехово.